# Ratusz w Sopocie
Ratusz w Sopocie – ratusz mieści się przy ul. Tadeusza Kościuszki 25-27. Został zbudowany w latach 1910–1911 według projektu architekta miejskiego Paula Puchmüllera. Pierwotnie budynek sięgał wieży zegarowej. W latach 1922–1923 został rozbudowany o galerię i salę posiedzeń rady miejskiej. Od 1945 do 1958 był siedzibą władz województwa gdańskiego. Od tego czasu jest siedzibą Urzędu Miejskiego w Sopocie.

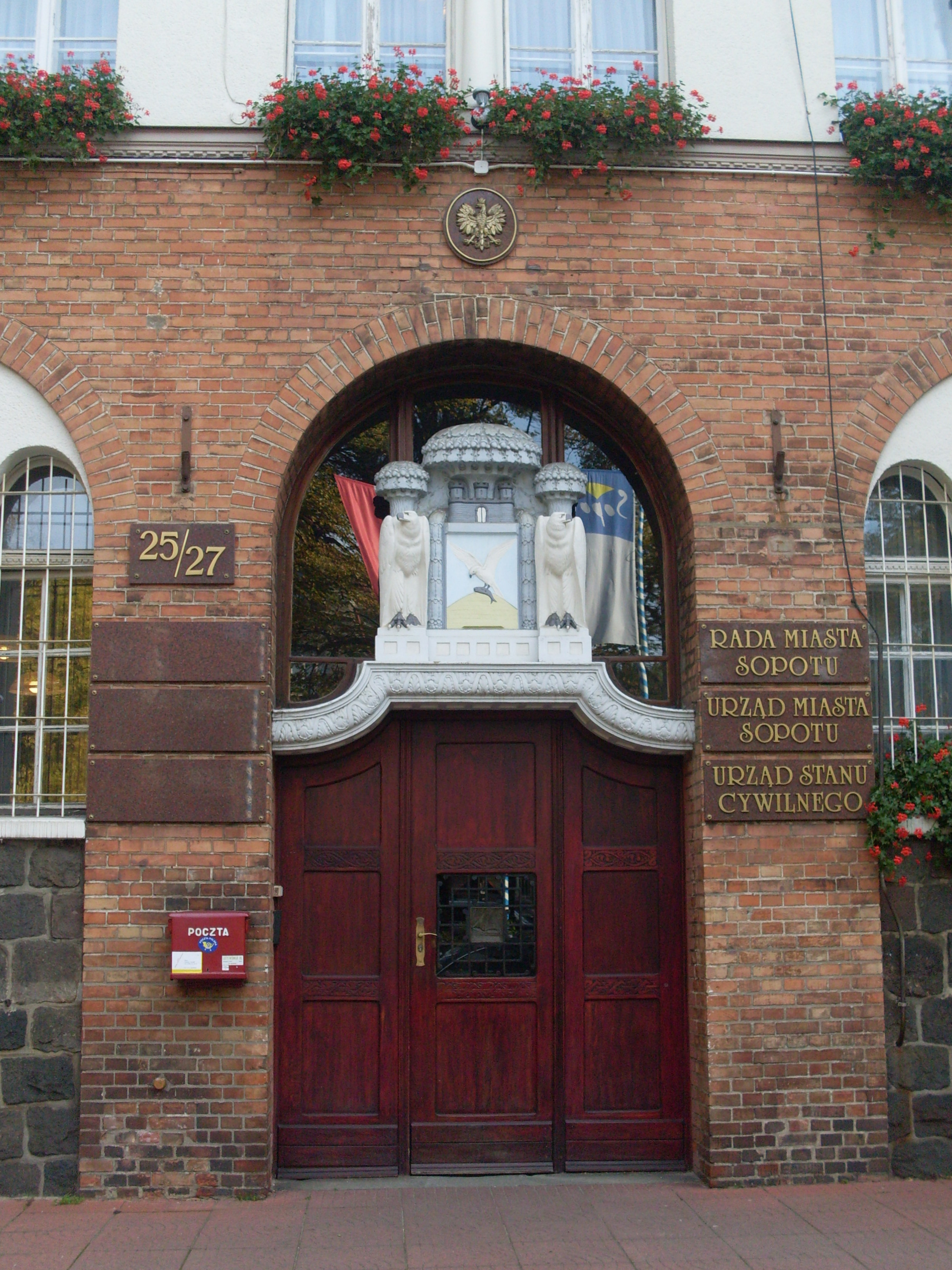
Wejście do sopockiego ratusza